# الدوري الأوروبي لكرة السلة للسيدات 2018–19
الدوري الأوروبي لكرة السلة للسيدات 2018–19 . أقيم خلال الفترة 8 أكتوبر 2018 وحتى 14 أبريل 2019، وأشرف على تنظيمه الاتحاد الأوروبي لكرة السلة، وكان عدد الأندية المشاركة فيه  20، وفاز فيه UMMC Ekaterinburg ‏.